# Khisa
Pour les articles homonymes, voir Khisa (langue).
Khisa est une ville du Botswana. La population a été estimée à 423 en 2001.